# 평택 서천사 석조여래좌상
평택 서천사 석조여래좌상(平澤 暑天寺 石造如來坐像)은 대한민국 경기도 평택시에 있는 조선시대의 석불이다. 2007년 9월 3일 경기도의 문화재자료 제141호로 지정되었다.

## 개요
서천사는 1352년 나옹화상이 창건하여 1623년 인조 반정시 전소 된 후에 1870년 동파비구가 미륵불을 발견하여 사찰을 중창하였다. 1929년 중창불사가 있었다가 1953년 화재로 소실되어 1954년 법당을 짓고 오늘에 이르렀다.
서천사 석조여래좌상의 정확한 연대를 알 수 없지만 사찰의 중창시기와 일제시대 포교당으로 사용된 것으로 보면 19세기 말에서 20세기 전반에 석불이 제작되었을 가능성이 높다.

## 참고 문헌
- 평택 서천사석조여래좌상 - 국가유산청 국가유산포털